# شانون داي (مجدفة)
شانون داي (بالإنجليزية: Shannon Day)‏ هي مجدفة أمريكية، ولدت في 5 يناير 1970 في سياتل في الولايات المتحدة.

## وصلات خارجية
- شانون داي على موقع الاتحاد الدولي للتجديف (الإنجليزية)
- شانون داي على موقع اللجنة الأولمبية الدولية (الإنجليزية)
- شانون داي على موقع أوليمبيديا (الإنجليزية)